# 稲沢市立千代田小学校
稲沢市立千代田小学校（いなざわしりつちよだしょうがっこう）は、愛知県稲沢市福島町にある公立小学校。千代田地区は「生まれも育ちも稲沢」といった地元民率が市内で最も高く、学校では「千代田っ子」といった愛称を利用している。

## 教育目標
夢や希望をもち、未来をたくましく生きる千代田っ子を育成する

## めざす「千代田っ子」像
強く 
　明るく 
　仲よく 

## 概要
- 旧・中島郡千代田村の小学校であり、1955年までの校名は千代田村立千代田小学校であった。

## 沿革
- 1887年（明治20年） - 中島郡福島村に尋常小学福島学校が開校。
- 1906年（明治39年）5月10日 - 実田村、吉田村、豊田村、三宅村、及び大江村の一部、井長谷村の一部が合併し、千代田村が発足。同時に東千代田尋常小学校に改称する。
- 1908年（明治41年）4月1日 - 東千代田尋常小学校、西千代田小学校、千代田高等小学校を統合し、千代田尋常高等小学校となる。坂田、氷室は平和村の三宅尋常小学校へ委託する。
- 1923年（大正12年）4月1日 - 坂田、氷室の三宅尋常小学校への委託を解消する。坂田分教場（尋常科1・2年）を設置する。
- 1941年（昭和16年）4月1日 - 国民学校令により、千代田国民学校に改称する。
- 1947年（昭和22年）4月1日 - 学制改革により、千代田村千代田小学校に改称する。
- 1953年（昭和28年）3月30日 - 校舎を新築する。
- 1955年（昭和30年）4月15日 - 稲沢町、明治村、千代田村、大里村が合併し、改めて稲沢町が発足。同時に稲沢町立千代田小学校に改称する。
- 1958年（昭和33年）11月1日 - 稲沢町の市制施行により、稲沢市立千代田小学校に改称する。坂田分教場は坂田分校に改称する。
- 1960年（昭和35年）3月16日 - 新校舎（鉄筋コンクリート造2階建）が完成する。
- 1967年（昭和42年）12月25日 - 校舎を増築する。
- 1974年（昭和49年）4月1日 - 坂田分校が分立し、稲沢市立坂田小学校となる。
- 1978年（昭和53年）
  - 3月26日 - 体育館が完成する。
  - 7月14日 - プールが完成する。
- 1982年（昭和57年）3月28日 - 管理棟、北棟が完成する。
- 2008年（平成20年） - 創立百周年を迎えた[3]。

## 通学区域
- 福島町、堀之内町、千代町、千代1-9丁目、千代西町、附島町、牛踏町、込野町、梅須賀町（一部）、梅須賀町1-3丁目、梅須賀町4丁目（東海道新幹線以南）、梅須賀町5-9丁目、大矢町（一部）、大矢真宮町、大矢高田町、大矢仙口町、大矢白山町、大矢青山町、大矢江西町、大矢浄土寺町、北麻績町、南麻績町、西溝口町、板茸町、井堀江西町、井堀犬城町、井堀大縄町、井堀川東町、井堀橋下町、井堀北出町、井堀宿塚町、井堀高見町、井堀中郷町、井堀下郷町、井堀野口町、井堀蒲六町、野崎町[4]。

## 進学先中学校
- 稲沢市立千代田中学校

## 交通アクセス
- 稲沢市コミュニティバス千代田・平和線で、「千代田市民センター」バス停下車後、徒歩約310m・約5分（バス停から学校敷地は近いが、校門(正門)との位置関係でやや遠廻りとなる）。
- 名古屋鉄道
  - 津島線勝幡駅から、上述のコミュニティバスで「千代田市民センター」まで11分、下車後徒歩。
  - 名古屋本線国府宮駅から、上述のコミュニティバスで「千代田市民センター」まで20分、下車後徒歩。

## 学校周辺
- 稲沢市立千代田中学校 - 稲沢市道をはさんで、敷地が隣接。
- 千代田市民センター
- 千代田ヒナギク児童センター

## 著名な出身者
- 山田健太（社会人野球選手）